# Chris & Cosey
Chris & Cosey, conosciuti anche con i nomi Carter Tutti, CTI e Conspiracy International, sono un gruppo musicale britannico formato nel 1981 come progetto musicale di Chris Carter e Cosey Fanni Tutti, entrambi provenienti dalla precedente esperienza con il gruppo di musica industriale chiamato Throbbing Gristle.

## Discografia parziale

### Discografia come Chris & Cosey

#### Album in studio
- Heartbeat (1981)
- Trance (1982)
- Songs of Love & Lust (1984)
- Techno Primitiv (1985)
- Allotropy (1987)
- Sweet Surprise (1987)
- Exotika (1987)
- Trust (1989)
- Pagan Tango (1991)
- Musik Fantastique (1992)
- Twist (1995)
- Skimble Skamble (1997)

#### Album dal vivo
- Action! (1987)
- Union (1999)
- C&C Luchtbal (2003)

#### Raccolte
- Collectiv One: Conspiracy International (1989)
- Collectiv Two: The Best of Chris and Cosey (1989)
- Collectiv Three: An Elemental Rendevous [sic] (1990)
- Collectiv Four: Archive Recordings (1990)
- Reflection (1990)
- The Essential Chris & Cosey Collection (2002)
- Collected Works 1981 - 2000 (2006)

#### EP
- Take Five (1986)
- C + C Musik (1995)

#### Singoli
- "Night Shift" (1982) split con Minimal Compact
- "This is Me" (1983) split con Wahnfried-Brown
- "October (Love Song)" (1983)
- "Sweet Surprise" (1985)
- "Obsession" (1987)
- "Obsession (remix)" (1987)
- "Exotika" (1988)
- "Exotika (extended remix)" (1988)
- "Rise" (1988)
- "Synaesthesia" (1991)
- "Passion" (1991)

### Discografia come Carter Tutti

#### Album in studio
- Cabal (2004)
- Feral Vapours of the Silver Ether (2007)
- f(x) (2015)

#### Album dal vivo
- LEM Festival October 2003 (2004)
- Transverse (2012)

### Discografia come CTI
- Elemental 7 (1984)
- European Rendezvous - CTI Live 1983 (1984)
- Core (1988)
- Metaphysical - "The library of sound" Edition One (1993)
- Chronomanic - "The library of sound" Edition Two (1994)
- In Continuum - "The library of sound" Edition Three (1995)
- Point Seven - "The library of sound" Edition Four (1998)

### Discografia come Conspiracy International
- "Hammer House" (1984)
- "Thy Gift of Tongues" (1985)